# 스와초역
스와초역(일본어: 諏訪町駅)은 일본 아이치현 도요카와시에 위치한 나고야 철도 도요카와선의 철도역이다. 역 번호는 TK 02이며, 단선 승강장 1면 1선의 구조를 갖춘 지상역이다.

## 타는 곳
| ■ 도요카와 선 | 하행 | 도요카와이나리 방면                                      |
| ■ 도요카와 선 | 상행 | 고 · 히가시오카자키 · 메이테쓰나고야 · 메이테쓰기후 방면 |

## 이용 현황
- 2013년 기준 : 4,495명

## 역 주변
- 도요카와 시청
- 도요카와 시 종합 체육관
- 일본 육상자위대 도요카와 주둔지
- 도요카와 시 주오 도서관
- 도요카와 시 문화회관
- 도요카와 공원
- 나고야 대학 태양 지구 환경 연구소

## 인접 역
| 나고야 철도 도요카와선 | 나고야 철도 도요카와선 | 나고야 철도 도요카와선               |
| ---------------------- | ---------------------- | ------------------------------------ |
| TK 01 야와타 고 방면   | ■ 도요카와선           | 이나리구치 TK 03 도요카와이나리 방면 |